# Glenn Spearman
Glenn Spearman (* 14. Februar 1947 in New York City; † 8. Oktober 1998 in Berkeley) war ein amerikanischer Tenorsaxophonist des Free Jazz.

## Wirken
Glenn Spearman erhielt durch seinen Stiefvater, der selbst Violine, Piano und Saxophon spielte, ersten Unterricht auf diesen Instrumenten. Er interessierte sich zunächst aber mehr für Sport und wollte Football-Spieler werden. Aufgrund seiner Tätigkeit in der Black-Power-Bewegung interessierte er sich wieder für Musik und begann seine Karriere Ende der 1960er Jahre in Oakland, Kalifornien, wo er mit Musikern wie Charles Tyler, Donald Garrett und Wilber Morris spielte und sich für die Musik von Frank Wright interessierte. 1972 zog er nach Paris, wo er bei Wright studierte und neben Boulou Ferré in Bob Reids Formation Emergency spielte. Diese Gruppe veröffentlichte in den 1970er Jahren einige Alben auf dem Label Brain Records und trat in Radio- und TV-Sendungen sowie auf dem Jazzfestival von Avignon in Frankreich auf.
Fünf Jahre lang arbeitete er als Artist-in-residence in Rotterdam und tourte durch Europa, bevor er 1978 in die Vereinigten Staaten zurückkehrte. 1981 entstand ein Duoalbum mit dem Schlagzeuger Donald Robinson, das Richard Cook und Brian Morton mit John Coltranes und Rashied Alis Werk Interstellar Space vergleichen.
1982 spielte er in der Cecil Taylor Unit. Anschließend kehrte er nach Kalifornien zurück und arbeitete in der Gegend um San Francisco mit verschiedenen Formationen, mit denen er auch in Europa gastierte. Ab 1988 arbeitete er auch mit William Parker, Bill Dixon und William Hooker und war Mitbegründer (mit Marco Eneidi) des 21-köpfigen Creative Music Orchestra, das von Cecil Taylors großen Ensembles inspiriert war.
In den 1990er Jahren arbeitete er in der Band von Raphe Malik und wirkte an dessen Album 21st Century Texts bei FMP mit, gründete dann das Double Trio mit Larry Ochs, William Winant, und Lisle Ellis; mit dieser Band trat er auf dem Monterey Jazz Festival und dem Vancouver International Jazz Festival auf.
Dem Werk Ornette Colemans war das Album The Mystery Project von 1992 gewidmet.
Außerdem wirkte er bei Schallplatten-Projekten des Rova Saxophone Quartetts wie John Coltrane’s Ascension sowie bei Projekten des Filmemachers Lynn Kiby mit. Daneben unterrichtete er am Mills College. Seinen letzten Auftritt hatte er am 25. Juli 1998 auf dem Fire In The Valley Festival; er starb im Oktober 1998 an Darmkrebs.
Nach Cook und Morton basierte Spearmans Personalstil stark auf dem Blues. Nach den gleichen Autoren verarbeitete er in eklektischer Weise Einflüsse von so unterschiedlichen Musikern wie Illinois Jacquet, John Coltrane und Archie Shepp.

## Diskographische Hinweise
- Utterance (Cadence Jazz, 1990)
- Mystery Project (Black Saint, 1992)
- Smokehouse (Black Saint, 1993)
- Free Worlds (Black Saint, 1994)
- The Fields (Black Saint, 1996)
- Th (CIMP, 1997) mit Dominic Duval
- Blues for Falasha (Tzadik Records, 1997)
- Let it Go (Red Toucan Records, 1997)
- First and Last (Eremite Records, 1997)
- Surya: Stretch the Edge (1997)
- Working with the Elements (CIMP, 1998)